# Lindernia dubia
Lindernia dubia är en tvåhjärtbladig växtart som först beskrevs av Carl von Linné, och fick sitt nu gällande namn av Francis Whittier Pennell. Lindernia dubia ingår i släktet Lindernia och familjen Linderniaceae.

## Underarter
Arten delas in i följande underarter:
- L. d. mexicana
- L. d. rhizomatosa